# Maypole (zespół muzyczny)
Maypole – polski zespół muzyczny wykonujący skate punk, melodic hardcore, założony około 2001 roku w Milanówku. Jeden z przedstawicieli polskiej sceny tzw. kalifornijskiego punk rocka.

## Historia
Zespół został założony około 2001 roku przez trzech chłopaków z Milanówka: gitarzysty Krisa, basisty Yogiego i perkusisty Chmielka. Około 2006 roku do zespołu dołączył wokalista Shorty. W takim składzie udało im się zarejestrować kilka pierwszych utworów, które w 2007 roku, wspólnie z zespołem CF98, wydali na tzw. splicie zatytułowanym „In Punk We Trust”. Wydawnictwo ukazało się na CD w nakładzie 1000 egzemplarzy. W 2009 roku skład zespołu uzupełnił basista Flisu, a Yogi objął funkcje drugiego gitarzysty.
Muzyka Maypole to mieszanka kalifornijskiego punka i hardcore’u, mocno zakorzenionego w kulturze skate / skate punk. Ich muzykę można usłyszeć w wielu filmach o sportach ekstremalnych.
Ich debiut pełnoalbumowy z 2008 roku, zatytułowany „In Your Hands”, został wyprodukowany w Serakos Studio i ujrzał światło dzienne dzięki współpracy z wytwórnią Burning Chords. Kolejny album „In Your Face” z 2015 roku, został nagrany i wyprodukowany w warszawskim Sound Division Studio.

## Skład zespołu
- Piotr „Shorty” Wieczorek – wokal
- Krzysztof „Kris” Lipiński – gitara elektryczna, wokal
- Bartek „Yogi” Krowicki – gitara elektryczna, wokal
- Krzysztof „Flisu” Flis – gitara basowa
- Adam „Chmielek” Chmielewski – perkusja

## Dyskografia
- In Punk We Rust (2007) Self Released – split z zespołem CF98
- In Your Hands (2008) Burning Chords Records
- In Your Face (2015) Self Released
- TuSongs (2020) Self Released